# Шухов Володимир Григорович
Шу́хов Володи́мир Григо́рович (рос. Владимир Григорьевич Шухов; 28 серпня 1853, Грайворон, Курська губернія — 2 лютого 1939, Москва) — російський інженер, архітектор, науковець і винахідник, Герой Праці. Відомий у світовому внеску як автор на втілювач гіперболоїдних та діагридних конструкцій.

## «Теорія» про родовід
Краєзнавець Петро Арсенич виводить родовід Шухів (пізніше Шухевичів) зі села Розвадів, що неподалік від міста Миколаїв на Львівщині. Із зареєстрованих 1789 р. в Розвадові 146 господарів 11 носили прізвище Шух. Серед них був Іван Шух (1710—1810), а один із його синів, Гавриїл (1759 р. н.), закінчив Львівський університет і виїхав до Росії, мабуть у Петербург, де став називатися Шуховим. Арсенич припускав імовірність, що інженер-математик Володимир Шухов був онуком Гавриїла. Однак, по батькові тата вченого було Петрович, а не Гаврилович.

## Досягнення

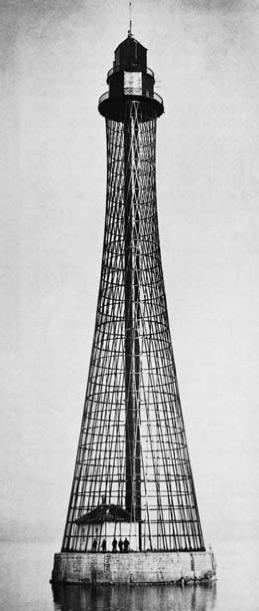
Аджигольський маяк біля Херсона, 1911

На початку XX століття Шухов багато працював в Україні, де він залишив унікальні конструкції. Серед них виділяються сталева ажурна сітчаста вежа в Миколаєві та водонапірна башта в Черкасах. Таких веж залишилося всього 20 з більш як двохсот, що побудував архітектор. Найвідоміші — Шуховська вежа на Шаболовці в Москві та унікальні Станіславський та Аджигольський маяки поблизу села Рибальче Голопристанського району Херсонської області.

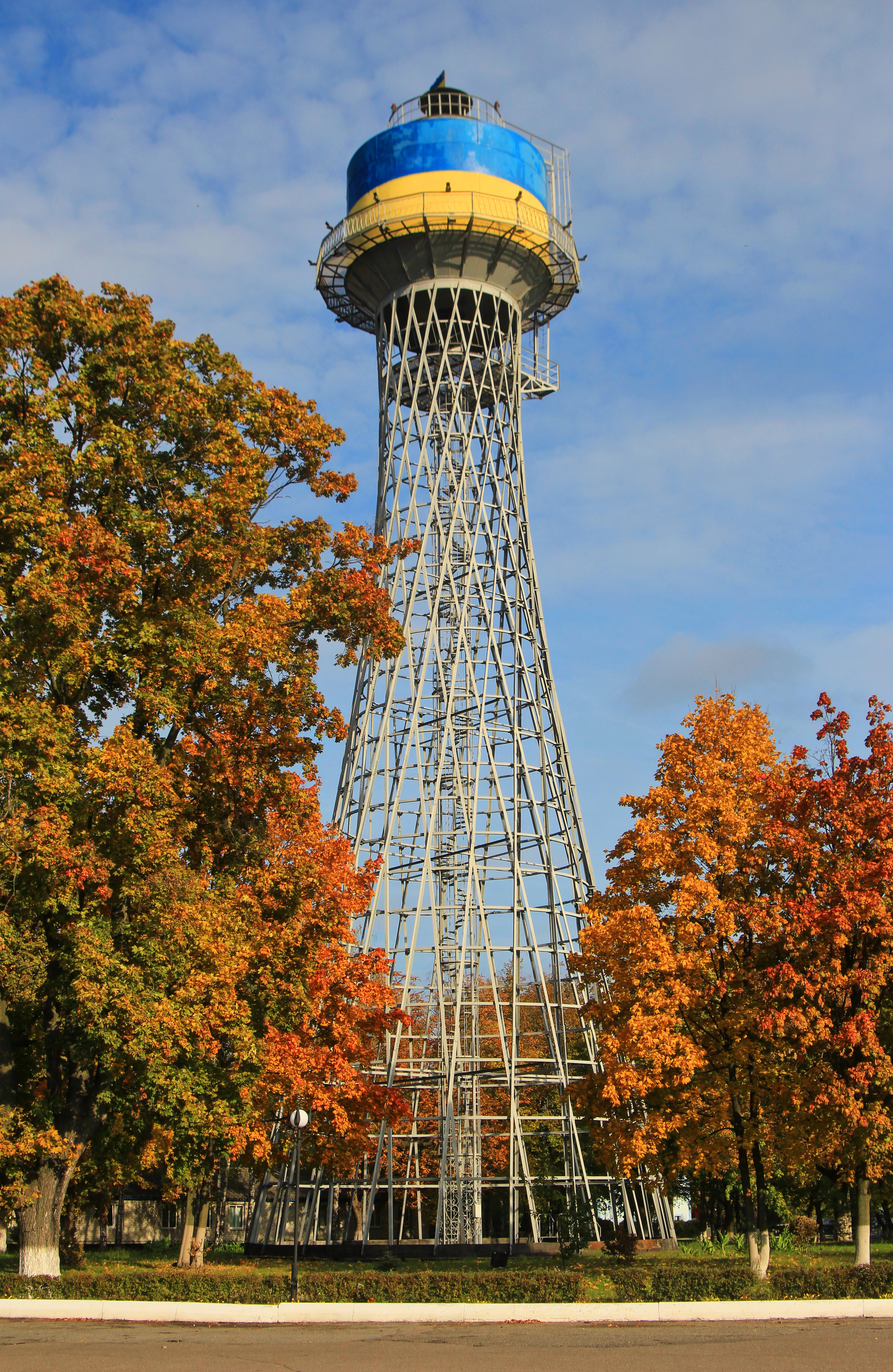
Гіперболоїдна башта в Черкасах, 2017 рік

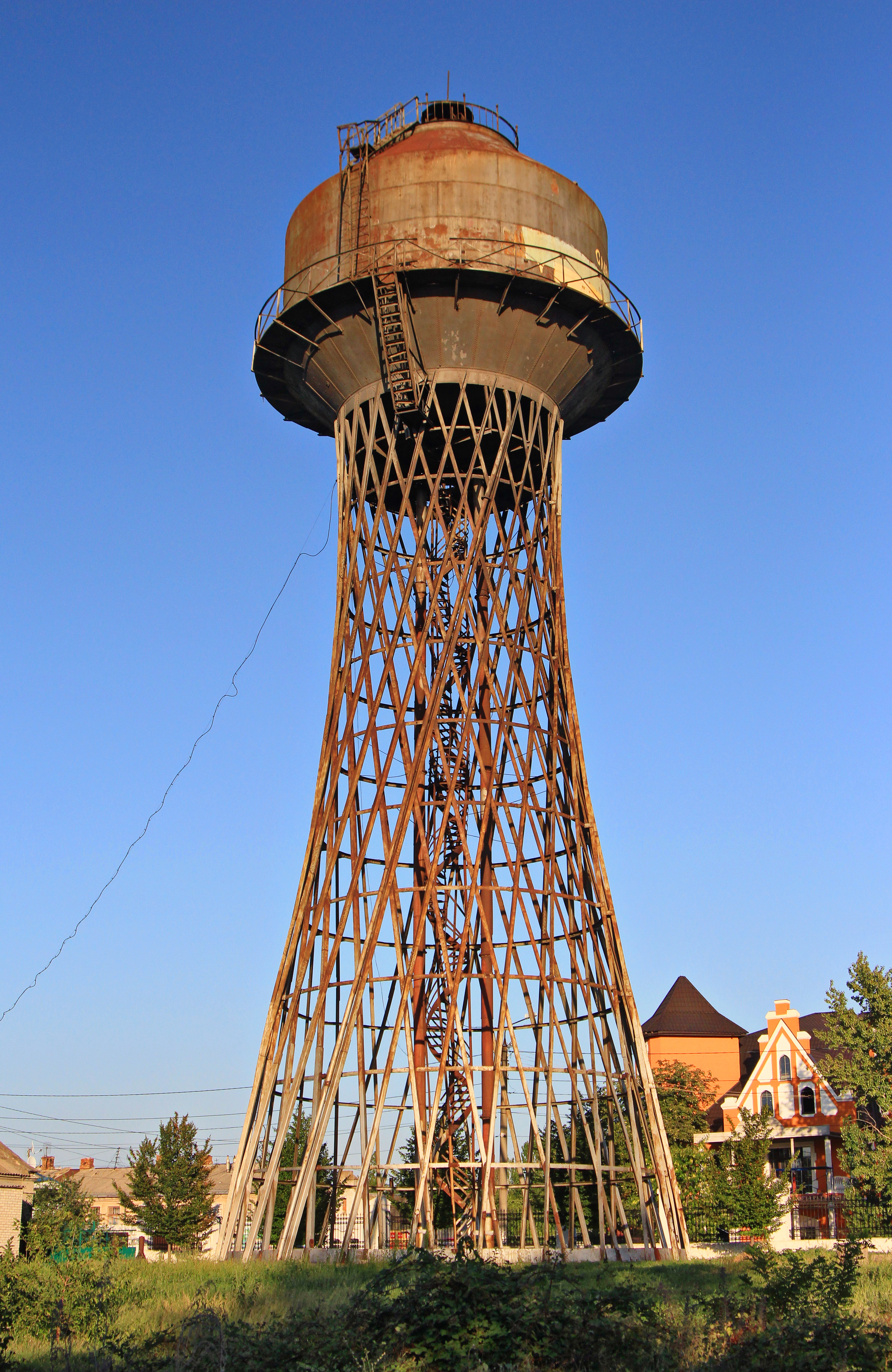
Вежа в Миколаєві, 2018 рік

Гіперболоїдні конструкції згодом будували багато відомих архітекторів: Гауді, Ле Корбюз'є, Оскар Німейєр.
Перелік наукових досліджень Шухова надзвичайно різноманітний і багатий:
- безліч праць з техніки нафтової промисловості, теплотехніки та будівничої справи;
- розробив конструкцію циліндричних резервуарів з тонким днищем і ступінчастою товщиною стінок, що укладалися на піщану подушку. Цей принцип конструкції зберігся і до наших днів.
- 1891 року запатентовано промисловий пристрій для перегону нафти під дією високих температур;
- Шухов найпершим у світі, 1880 року, промислово спалив рідке паливо за допомогою форсунки, яку він створив, і цей винахід дозволив ефективно спалювати й мазут, що раніше вважався відходом виробництва;
- здійснив розрахунки та керував будівництвом першого в Росії нафтопроводу від Балаханських нафтових промислів до Баку 1878 року.

Наукова та інженерна діяльність Шухова належить до різних галузей техніки. Він створив водотрубні парові котли, що дістали світове визнання. Під керівництвом науковця спроектовано та побудовано близько 180 мостів через Оку, Волгу, Єнісей; зернові елеватори, доменні печі, плавучі ворота сухого доку, рухому незвичну сцену Московського Художнього Академічного Театру тощо.